# Stachemphax
Stachemphax est un roi des Ziches (Zygiens), couronné par l'Empereur Trajan, dont le nom n'est connu que par la Lettre d'Arrien à Trajan, dans laquelle se trouve le périple du Pont Euxin,.